# Колін Генкс
Колін Генкс (англ. Colin Hanks), уроджений Колін Льюїс Діллінгем (англ. Colin Lewes Dillingham; нар. 24 листопада  1977, Сакраменто, США) — американський актор і продюсер. Володар премії «Молодий Голлівуд» в 2002 році, номінант на премії «Еммі» (2014) і «Золотий глобус» (2015).

## Життєпис
Колін Генкс народився 24 листопада 1977 в місті Сакраменто в сім'ї актора Тома Генкса і актриси Саманти Льюїс (уродженої Діллінгем). У Коліна Генкса є сестра Елізабет (р. 1982) і брати Честер Марлон Генкс (р. 1990) і Труман Теодор Генкс (р. 1995) (англ. Chester Marlon Hanks and Truman Theodore Hanks) від другого шлюбу його батька і Ріти Вілсон. Прізвище на «Генкс» йому поміняли в 1978 році, коли його батьки офіційно одружилися.
Вивчав театральне мистецтво в університеті (Loyola Marymount University) в Вестчестер (Лос-Анджелес), Каліфорнія. Під час навчання Колін грав головні ролі в численних студентських фільмах і виступав в незліченній кількості театральних постановок, які пізніше призвели до професійних ролей у сценічних постановках «Пролітаючи над гніздом зозулі» і «Шум за сценою» за п'єсою Майкла Фрейна.

## Кар'єра
Колін Генкс отримав свій перший досвід роботи в кіно як помічник виробництва в 1995 на знімальному майданчику фільму «Аполлон 13» де в головній ролі знявся його батько.
Після цього досвіду молодий актор, перед закінченням університету вирішив спробувати свої сили у фільмі «Те, що ти робиш» сценаристом і режисером якого був Том Генкс.
Однією з відомих ролей Коліна в кіно стала роль Шауна Брамдера у фільмі «Країна диваків» (англ. Orange County) де він зіграв з Джеком Блеком і Джоном Літгоу. Найвідомішою телевізійної роботою можна вважати роль Алекса Витмана в молодіжному, фантастичному телесеріалі «Місто прибульців» (англ. Roswell) показаним в період з 1999 по 2002. Він також знявся в одній із серій американського серіалу «Самотні серця» (англ. The OC), виконав роль лейтенанта Генрі Джонса у «Брати по зброї» (англ. Band of Brothers).
У 2005 році Колін знявся в картині Пітера Джексона «Кінг-Конг» (англ. King Kong) в ролі Престона. Роком пізніше його можна було побачити в «Tenacious D: Медіатор долі» (англ. Tenacious D in: The Pick of Destiny) де він виконав роль- камео учасника П'яного братства (drunken fraternity brother).
2008 став насиченим для Коліна Генкса: «Хлопцям це подобається» (англ. The House Bunny), «Великий Бак Говард» (англ. The Great Buck Howard) — у цьому фільмі він знявся разом зі своїм батьком і Джоном Малковичем.
В 2011 році почав зніматися в серіалі «Декстер», в ролі Тревіса Маршала, студента, і згодом спільника професора Джеймса Геллара, якого зіграв актор Едвард Джеймс Олмос.
У 2014 році виконав роль боязкуватого офіцера поліції в телесеріалі каналу FX «Фарго». Ця акторська робота Генкса була відзначена номінацією на премію «Еммі». У 2015 році він почав зніматися в ситкомі CBS «Життя в деталях».
Колін грає на бас-гітарі в його хіп-хоп групі «The Underlords».

## Особисте життя
З 8 травня 2010 року Колін одружений з публіцисткою Самантою Брайант (англ. Samantha Bryant).. У подружжя дві дочки: Олівія Джейн Генкс (нар.01.02.2011) і Шарлотта Браянт Генкс (нар.02.07.2013)

## Часткова фільмографія
- 1996 — Те, що ти робиш / That Thing You Do!
- 1999 — 2001 — Місто прибульців (телесеріал) / Roswell
- 2000 — Будь-якою ціною[en]
- 2001 — Вірус кохання / Get Over It
- 2001 — Брати по зброї /  Band of Brothers
- 2002 — Країна диваків / Orange County
- 2003 — 11:14 / 11: 14' '
- 2003 — Самотні серця / The OC
- 2005 — Кінг-Конг / King Kong
- 2005 — 2008 — Числа /  Numb3rs
- 2006 — Tenacious D: Медіатор долі / Tenacious D in The Pick of Destiny
- 2008 — Не залишає сліду / Untraceable
- 2008 — Новий хлопець моєї мами / My Mom's New Boyfriend
- 2008 — Великий Бак Говард / The Great Buck Howard
- 2008 — Хлопцям це подобається / The House Bunny
- 2008 — Буш-молодший / W.
- 2010 — … — Хороші хлопці / the good guys
- 2011 — Декстер (6,7 сезон) / Dexter — Travis Marshall «вбивця Судного дня»
- 2013 — Морська поліція: Спецвідділ (серіал, 10 сезон) / NCIS — Richard Parsons
- 2013 — Паркленд / Parkland — Dr. Malcom Perry
- 2013 — Фарго / Fargo — Гас Грімлі
- 2019 — Джуманджі: Наступний рівень / Jumanji: The Next Level — Алекс Врік
- 2025 — Нюрнберг / Nuremberg — Густав Гілберт

## Нагороди
- 2002 — номінація на премію MTV Movie Awards (MTV Movie Awards +2002) у категорії «Breakthrough Male Performance» за роль у фільмі «Країна диваків».
- 2002 — переможець премії Молодий Голлівуд (Young Hollywood Awards) у категорії «One to Watch — Male»